# Schloss Stubenberg (Niederbayern)

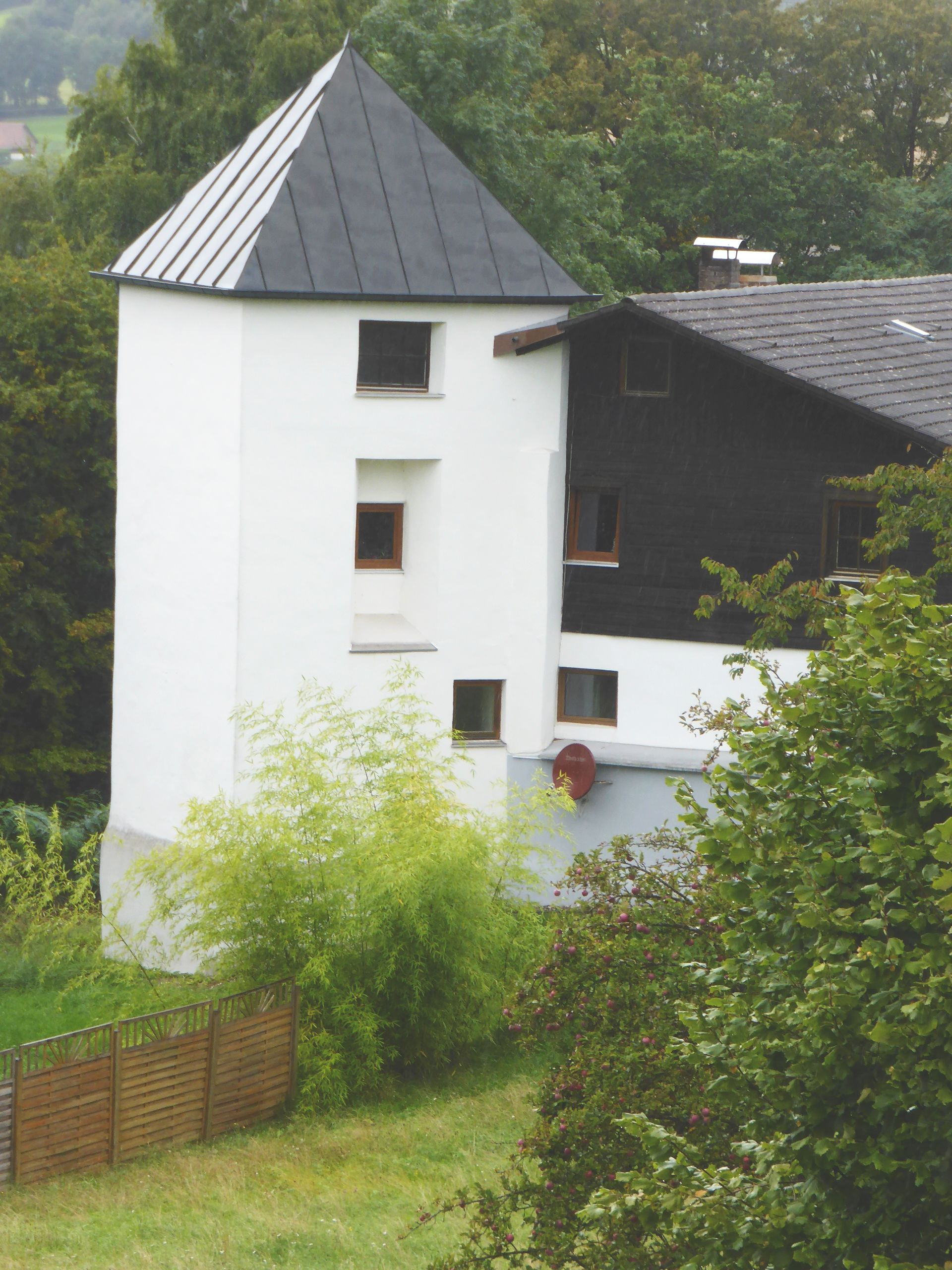
Turm von Schloss Stubenberg

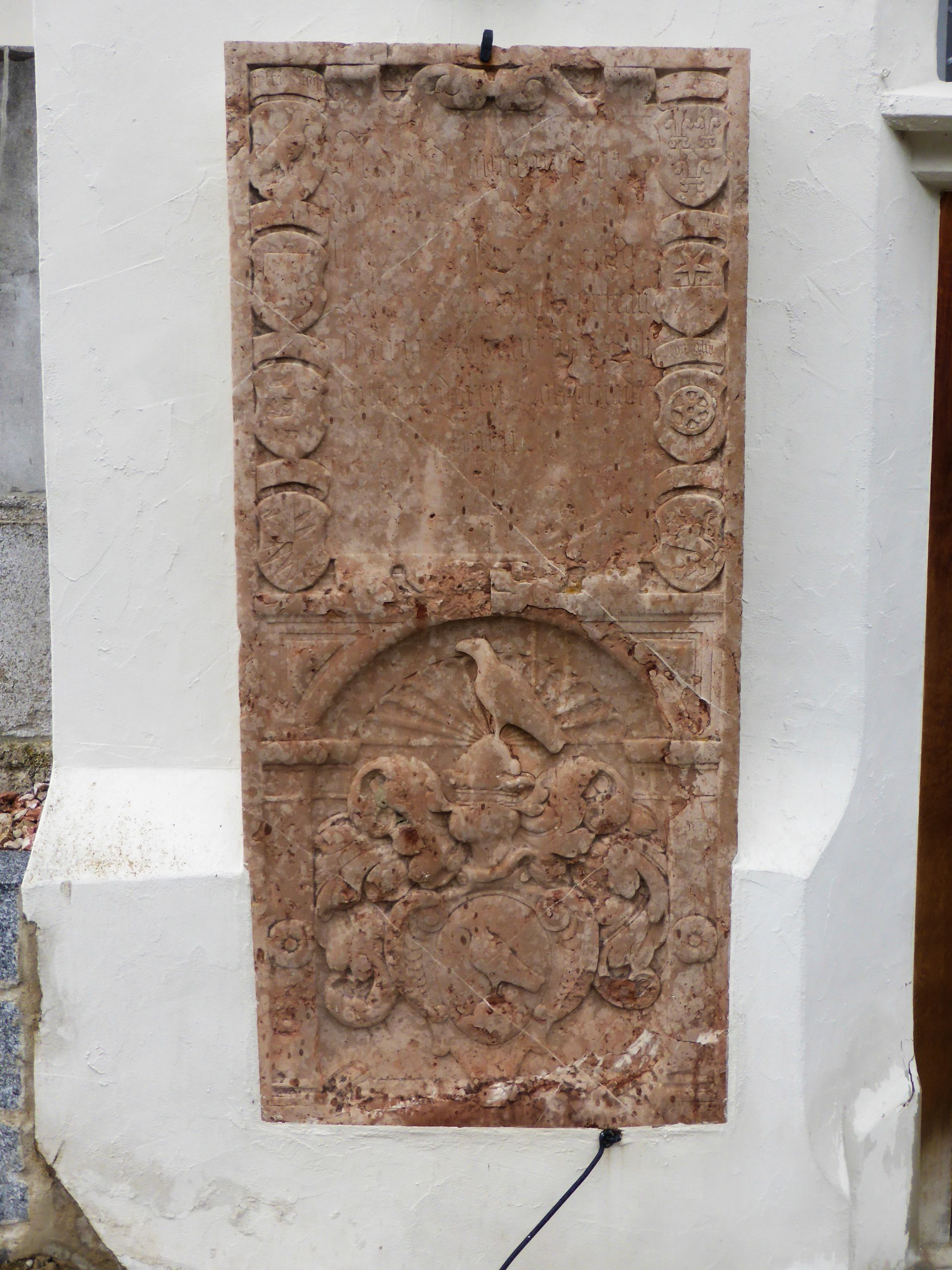
Epitaph der Paumgartner an der Außenseite der Pfarrkirche Stubenberg

Das nur mehr in Resten erhalten Schloss Stubenberg liegt im gleichnamigen Ort Stubenberg im niederbayerischen Landkreis Rottal-Inn von Bayern (Schloßberg 2). Die Schlossreste werden unter der Aktennummer D-2-77-147-3 als Baudenkmal genannt. „Untertägige mittelalterliche und frühneuzeitliche Befunde und Funde im Bereich des ehem. Schlosses Stubenberg und seiner mittelalterlichen Vorgängerbauten“ werden zudem als Bodendenkmal unter der Aktennummer D-2-7644-0017 geführt.

## Geschichte
Die Edlen von Stubenberg erbauten hier eine Burg und zugleich eine Kirche, für die sie pfarrliche Rechte erlangten. 1160 wird ein Wulvinch Junior de Stubenperch und in der ältesten kirchlichen Urkunde um 1270 ein Wulfingus de Stubenberg genannt. Diese Stubenberger waren Ministerialen des Klosters Vornbach.
Um 1500 werden Alban und Hans von Closen als Inhaber von Stubenberg bezeichnet. 1505 ist Hans Closner zum Stubenberg belegt. 1512 verkauften Alban und Hans von Closen Stubenberg an Wolfgang Baumgartner als freies Eigen. 1513 kam das Schloss auf dem Erbweg an seine Brüder Martin Paumgartner zu Preitenbach und Leonhard zu Hohenstein. 1537 wird Stubenberg im Steuerregister des Wolf (P)Baumgartner als Hofmark bezeichnet. 1560 soll er auch die Hofmark Prienbach in der Herrschaft Ering besessen haben. 1569 gingen Schloss und Hofmark Stubenberg (zusammen mit Prienbach) durch Kauf von Helene von Stubenberg an ihren Sohn Zacharias Höhenkirchner zu Iffeldorf, Pfleger zu Reichenberg. Das Blutgericht für Stubenberg lag beim Landgericht Braunau. 1650 starb diese Nebenlinie der Höhenkirchner aus und Stubenberg kam wieder an die Baumgartner.
In Folge des Österreichischen Erbfolgekrieges wurde das Schloss am 9. Mai 1743 von den Österreichern mit Pechkränzen angezündet und fast völlig zerstört. Die Hofmark blieb bis 1800 im Besitz der zwischenzeitlich in den Reichsgrafenstand erhobenen Baumgartner. 1800 ließ Karl von Baumgarten zu Stubenberg das Schloss halb abbrechen und verkaufte die noch stehengebliebenen Teile nebst sämtlichen Grundstücken, mit Ausnahme der Waldungen, an Privatleute. Nach dem Tode des Max von Baumgarten zu Ering († 1808) erhielt Karl Graf von Baumgarten das Schloss Ering und verlegte seinen Wohnsitz dorthin. Danach wurde auch der letzte Teil des Schlosses an Private verkauft. Am 20. März 1853 starb der letzte männliche Nachkomme der Paumgarten zu Ering-Stubenberg und der Besitz ging auf dem Erbweg an Baron Lerchenfeld zu Aham über.

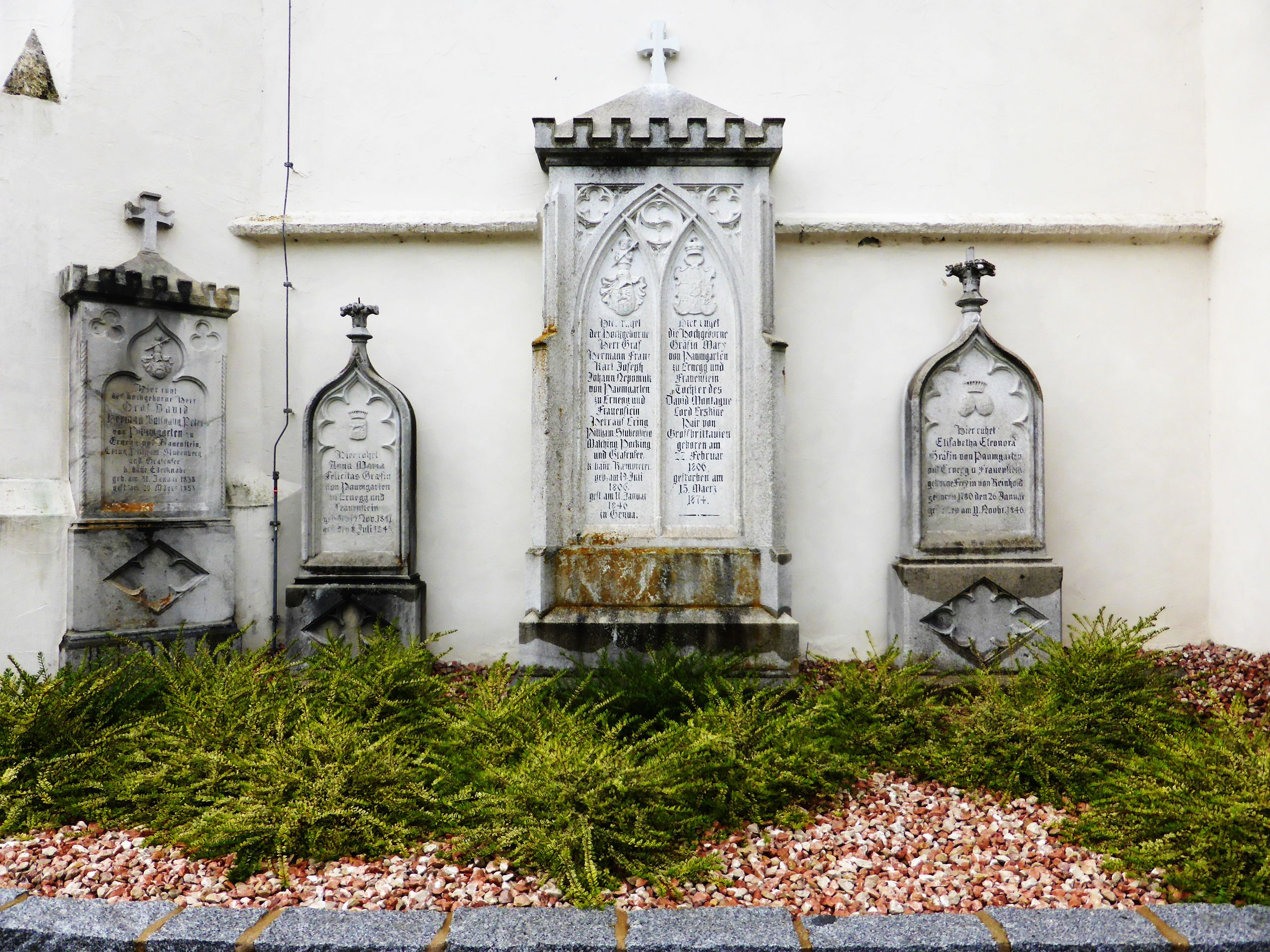
Epitaph der Schlossbesitzerfamilie Ering-Stubenberg an der Pfarrkirche Stubenberg

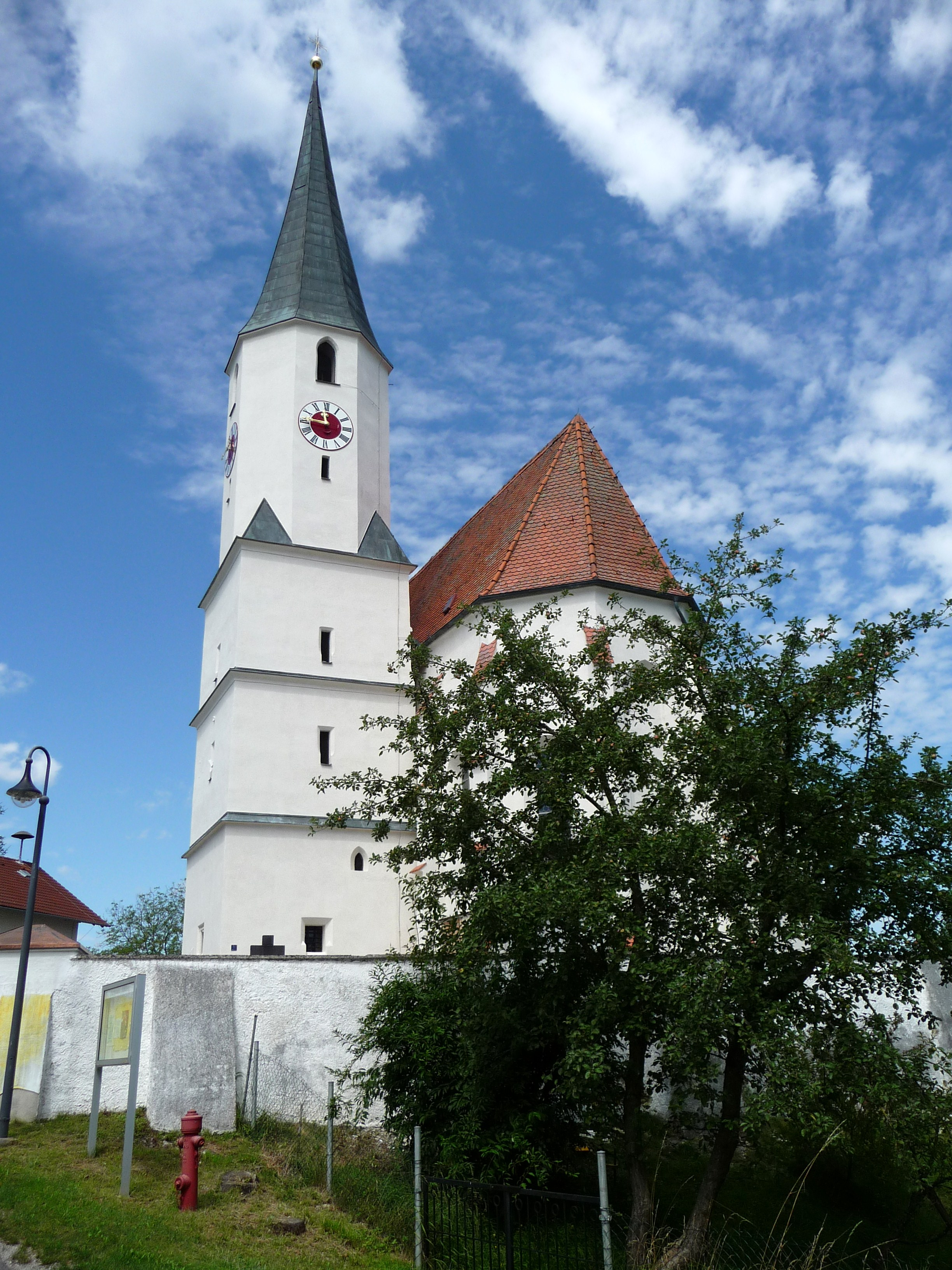
Pfarrkirche St. Georg und St. Urban in Stubenberg

## Schloss Stubenberg heute
Anfang des 20. Jahrhunderts war die Besitzerin des Schlossrestes eine Frau Therese Hödl, die eine kleine Landwirtschaft betrieb. Als sie im Jahr 1958 starb, übernahm ihre Tochter Agnes den heruntergekommenen Besitz. Sie heiratete in den 60er Jahren des vorigen Jahrhunderts einen Ferdinand Sieger und zog zu ihm nach Österreich. In Stubenberg blieb nur mehr ein älteres Ehepaar wohnen. Im Dezember 1971 verstarb Ferdinand Sieger und seine Frau war gezwungen, die Burg zu verkaufen. 1972 kauften Anton und Therese Mayer die Burgruine. 1976 begann die Familie Mayer mit der Wiederherstellung der rechten Burghälfte. Die 135 cm dicke Burgmauer stand kurze Zeit alleine da, bis im Herbst 1976 endlich wieder ein Dach über der Burg war und auf der rechten Seite ein Neubau stand. 1982 wurde der Umbau vollendet und eine Münchner Familie konnte in das Schloss einziehen. Heute ist noch geringes Mauerwerk der ehemaligen Burg, das vermutlich noch aus dem 13. Jahrhundert stammt, erhalten. Diese Reste sind in der Westseite des Wohnhauses (Schloßberg 2) und in dem schräg gestellten Eckturm zu finden.
Hingegen ist die ehemalige Schlosskirche als Pfarrkirche, die dem Heiligen Ritterpatron Georg und dem Papst Urban geweiht ist, in bestem Zustand erhalten.